# Melanopolia freundei
Melanopolia freundei là một loài bọ cánh cứng trong họ Cerambycidae.